# Fractus

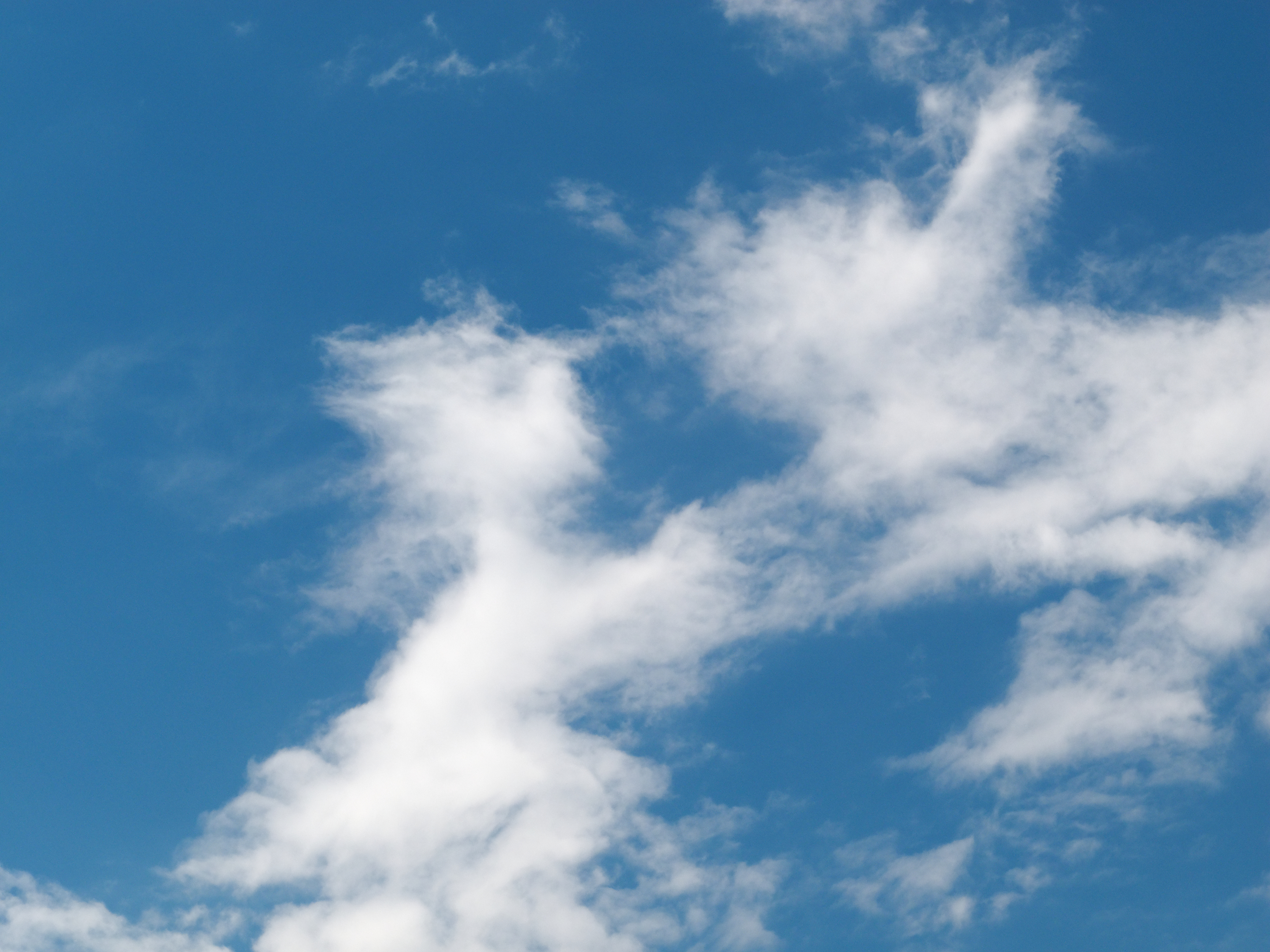

Fractus (abgekürzt fra; lateinisch für „zerbrochen“) bezeichnet unregelmäßige, zerrissen aussehende Wolken der Gattung Cumulus oder Stratus. Als Schlechtwetterwolke kommt diese Art meist unter Altostratus oder Nimbostratus vor, siehe dazu die Verschlüsselung der CL-Wolken.